# 中島將隆
中島 将隆（なかじま まさたか）は、日本の経済学者であり、特に財政政策や国債管理に関する研究で知られています。
甲南大学経済学部の名誉教授を務め、日本証券経済研究所の特別嘱託研究員としても活動されています 。
彼の代表的な著作『日本の国債管理政策』は、1977年に東洋経済新報社から出版され、第21回日経経済図書文化賞を受賞しました。この書籍では、日本の国債管理の歴史や諸外国の事例を分析し、適切な政策の在り方を提言しています 。
また、近年では「なぜ赤字国債の無制限発行が可能になったか」と題する論考を発表し、日本の財政資金が歳入の半分を国債で調達している現状について分析しています 。
中島氏の研究は、日本の財政政策や国債管理の分野において、理論と実務の架け橋となる貴重な知見を提供しています。